# Traktat taszkencki
Traktat o Bezpieczeństwie Kolektywnym (Traktat taszkencki) ros. Договор о Коллективной Безопасности – traktat międzynarodowy zawarty 15 maja 1992 roku w Taszkencie między Rosją, Uzbekistanem, Kazachstanem, Tadżykistanem, Armenią i Kirgistanem, mający na celu współdziałanie państw-sygnatariuszy w kwestiach obronności. W zamyśle inicjatora – Federacji Rosyjskiej – traktat tworzy mechanizm bezpieczeństwa dla członków Wspólnoty Niepodległych Państw. Nie objął on ostatecznie swym zasięgiem wszystkich państw członkowskich WNP, jednak w 1993 przyłączyły się do niego jeszcze trzy państwa – Azerbejdżan (24 września), Gruzja (9 grudnia) i Białoruś (31 grudnia).
Traktat o Bezpieczeństwie Kolektywnym stanowi podstawę prawną Organizacji Traktatu o Bezpieczeństwie Kolektywnym.
Z założenia tzw. traktat taszkencki ma dwoisty charakter – tworzy zarówno systemem bezpieczeństwa zbiorowego, jak i sojusz wojskowy. 2 kwietnia 1999 roku zawarto Protokół o przedłużeniu Traktatu o Bezpieczeństwie Zbiorowym, jednak jego sygnatariuszami została część państw WNP – Armenia, Białoruś, Kazachstan, Kirgistan, Rosja i Tadżykistan.